# Кваляшур
Кваляшур — деревня в Кезском районе Удмуртской республики.

## География
Находится в северо-восточной части Удмуртии на расстоянии приблизительно 8 км на восток-северо-восток по прямой от районного центра поселка Кез недалеко на север от поселка Кабалуд.

## История
Была известна с 1891 года как починок Квамяшур (Колелуд), в 1905 году отмечен был как починок Кваляшурский с 8 дворами, в 1924 (уже деревня Кваляшур) с 10 дворами. До 2021 года входила в состав Юскинского сельского поселения.

## Население
Постоянное население составляло 65 человек (1905), 80 (1924, все удмурты), 4 человека в 2002 году (удмурты 100 %), 0 в 2012.

## Известные уроженцы, жители
- Бисеров, Кузьма Фёдорович (1923—1943) — участник Великой Отечественной войны, Герой Советского Союза (посмертно).